# Columbia Lions football
I Columbia Lions football sono la squadra di college football della Columbia University. Il programma fa parte della NCAA Division I Football Championship Subdivision (precedentemente Division I-AA). Il programma di football di Columbia è uno dei più antichi della nazione. La squadra del 1875 è stata retroattivamente dichiarata co-campione nazionale da Parke H. Davis, assieme ad Harvard Princeton. La squadra rivendica anche il titolo del 1933.

## Storia
Columbia scese in campo per la prima volta nella stagione 1870 contro Rutgers, e fu tra le costituenti della Intercollegiate Football Association. La lenta trasformazione dello sport per mano di personaggi come John Heisman e Walter Camp, ma soprattutto la discesa in campo di un numero sempre maggiore di scuole, causarono una parabola discendente per i college della Ivy League. I Lions toccarono l'apice della loro parabola sportiva nel football il 1º gennaio 1934 quando giocarono e vinsero il Rose Bowl contro Stanford, presentandosi a Pasadena in sostituzione di Princeton che usualmente non giocava gare di post-season.
Quando Brown, Columbia, Cornell, Harvard, Princeton, Yale, Dartmouth College e l'Università della Pennsylvania costituirono la conference denominata Ivy League nel 1955, fu imposto alle partecipanti il divieto di giocare gare di post-season nel football. Altre scuole possibili futuri membri della conference intendevano non vedersi preclusa questa possibilità, questo isolò e giocoforza indebolì le squadre della Ivy League sulla ribalta nazionale.
La NCAA Division I istituì una suddivisione tra i programmi di football nel 1978, definendo "I-A" le scuole più grandi, e "I-AA" per le più piccole. La NCAA aveva ideato la scissione ipotizzando la Ivy League nella categoria inferiore, ma questa non scese per le successive 4 stagioni. Nel 1982, la NCAA introdusse una regola che prevedeva una presenza media di almeno 15.000 spettatori per qualificarsi per l'adesione IA, ciò costrinse la Ivy League a una scelta: o separarsi o far scendere l'intera conference alla Division I-AA, venne scelta questa seconda ipotesi già a partire dalla suddetta stagione 1982, e Columbia seguì la discesa della sua division.

## Bowl
| Stagione | Data            | Bowl      | W/L | Avversario | PF | PS | Coach      | Note |
| 1933     | 1º gennaio 1934 | Rose Bowl | W   | Stanford   | 7  | 0  | Lou Little | nota |
| Totale   |                 | 1 bowl    | 1–0 |            | 7  | 0  |            |      |

## College Football Hall of Fame
- Paul Governali (1940-42) 1986
- Percy Haughton (1923-24 Coach) 1951
- Walter Koppisch (1922-24) 1981
- Lou Little (1930-56 Coach) 1960
- Sid Luckman (1936-38) 1960
- Cliff Montgomery |(1932-34) 1963
- Bill Morley (1899-1901) 1971
- Frank "Buck" O'Neill (1920-22 Coach) 1951
- George Sanford (1899-1901 Coach) 1971
- Bill Swiacki (1946-47) 1976
- Harold Weekes (1899-1902) 1954

## Impianti

### Lawrence A. Wien Stadium
I Lions di football giocano le partite casalinghe al Lawrence A. Wien Stadium (17.000 posti) inaugurato il 22 settembre 1984. L'impianto fa parte del Baker Athletics Complex (inizialmente conosciuto come Baker Field, da non confondere con l'allora Baker Bowl a Philadelphia). Si tratta dell'unico campo di gioco per il football nell'isola di Manhattan.

### Baker Athletics Complex e Dodge Physical Fitness Center
Un centinaio di isolati a nord del campus principale di Columbia a Morningside Heights, il Baker Athletics Complex include oltre al Wien Stadium anche impianti per il baseball, softball, calcio, lacrosse, hockey su prato, tennis, atletica e canottaggio, così come il nuovo Campbell Sports Center, aperto nel gennaio 2013. Basket, scherma, nuoto e tuffi, pallavolo e programmi di lotta si svolgono presso il Dodge Physical Fitness Center nel campus principale.